# Свободненский поссовет
Свободненский поссовет — административно-территориальная единица, выделявшаяся в составе города-курорта Пятигорска.
Административный центр — посёлок Свободы (пгт).

## История
Свободненский поссовет выделялся в СССР как поссовет, подчинённый администрации Пятигорского горсовета:45, 57.
В связи с назначением главы городской администрации полномочия исполнительного комитета Свободненского поселкового  Совета народных депутатов были прекращены с 26 ноября 1991 года и образована администрация посёлка.
Уже после распада СССР Законом от 29 февраля 1996 года об административно-территориальном устройстве Свободненский поссовет был определён как сельсовет, находящийся в ведении Пятигорска.
В 2004—2005 годах в Ставропольском крае была проведена административно-территориальная и муниципальная реформа, в результате которой сельсоветы и поссоветы были сохранены только в составе районов. С 2006 года согласно принятому Реестру административно-территориальных единиц в городах областного значения сельсоветы и поссоветы отсутствуют.
С 1 января 2022 года из ОКАТО был исключён.

## Состав
В состав Свободненского поссовета входят 2 населённых пункта:
| № | Населённый пункт | Тип населённого пункта                | Население |
| - | ---------------- | ------------------------------------- | --------- |
| 1 | Золотушка        | село                                  | ↗900      |
| 2 | Свободы          | посёлок (пгт), административный центр | ↗18 455   |